# Krînîciuvate, Nikopol
Krînîciuvate (în ucraineană Криничувате) este localitatea de reședință a comunei Krînîciuvate din raionul Nikopol, regiunea Dnipropetrovsk, Ucraina.

## Demografie
Componența lingvistică a localității Krînîciuvate
     Ucraineană (96,72%)
     Rusă (3,06%)
     Alte limbi (0,22%)
Conform recensământului din 2001, majoritatea populației localității Krînîciuvate era vorbitoare de ucraineană (96,72%), existând în minoritate și vorbitori de rusă (3,06%).